# Scotogramma wrighti
Scotogramma wrighti là một loài bướm đêm trong họ Noctuidae.